# Анналы Альфонса, правителя португальского
Анналы Альфонса, правителя португальского (лат. Annales d. Alfonsi Portugalliensium regis) — написанное на латинском языке историческое сочинение, посвящённое первому королю Португалии Афонсу I Великому. Вторая часть так называемых «Лузитанских хроник». Составлены в монастыре Санта-Круш в Коимбре после 1184 или 1185 года, после кончины Афонсу Энрикиша и опустошительного вторжения Альмохадов, грозившего разрушением городу Сантарен. Подобно других хроникам, составленных в Санта-Круш, «Анналы» носят черты апологии короля Португалии и подчёркивают тесную связь обители и королевского двора. Дух эпохи передан тем, что хроника пронизана идеологией крестового похода, который редко выражался в португальских источниках времён Реконкисты.

## Издание Энрике Флореса
- España sagrada. Theatro geographico-historico de la iglesia de España (2a ed.) / . origen, divisiones, y limites de todas sus provincias.. : su autor el R. P. ... Henrique Florez,.... — Madrid : P. Marin, 1796. — Т. XIV. De las iglesias de Abila, Caliabria, Coria, Coimbra, Ebora, Egitania, Lamego, Lisboa, Ossonoba, Pacense, Salamanca, Viséo y Zamora.... — 496 p.